# مرمت کتاب
مرمت کتاب (به انگلیسی: Book Restoration)، به مفهوم تعمیر و تجدید کتاب است. تکنیک‌ها شامل: تمیز کاری؛ ترمیم و پوشش صفحات آسیب دیده؛ دوخت و صحافی مجدد است. اولین اثر قابل توجه در مورد این موضوع، «مقاله‌ای دربارهٔ هنر مرمت نشریات و کتب» (به فرانسوی: Essai sur l'art de Restaurer les Estampes et les Livres)، اثر: آلفرد بوناردوت بود که برای اولین بار در سال ۱۸۴۶ میلادی در پاریس منتشر شد. تحولات مهم دیگر در نتیجهٔ رویدادهای خاص از جمله آتش‌سوزی در سال ۱۹۰۴ میلادی در کتابخانهٔ ملی دانشگاه تورین رخ داد؛ و همین‌طور سیل آرنو در سال ۱۹۶۶ میلادی که به بیش از یک میلیون مُجلد در کتابخانهٔ مرکزی ملی فلورانس آسیب رساند.

## آموزش و پرورش
در فرانسه، نگاهداران متخصص در هنرهای گرافیک و کتاب در انستیتو ملی پاتریموئین (مؤسسه ملی میراث فرهنگی) آموزش می‌بینند. مأموریت آن‌ها مداخله در زمان تهدید یا تخریب منابع میراث مکتوب به دلایل مختلف است. نگاهداران هنگام تجزیه و تحلیل مراحل پیچیدهٔ تاریخ مواد و علت دگرگونی آن‌ها از محو یا معدوم شدن آثار هنری جلوگیری می‌کنند.

## نگارخانه

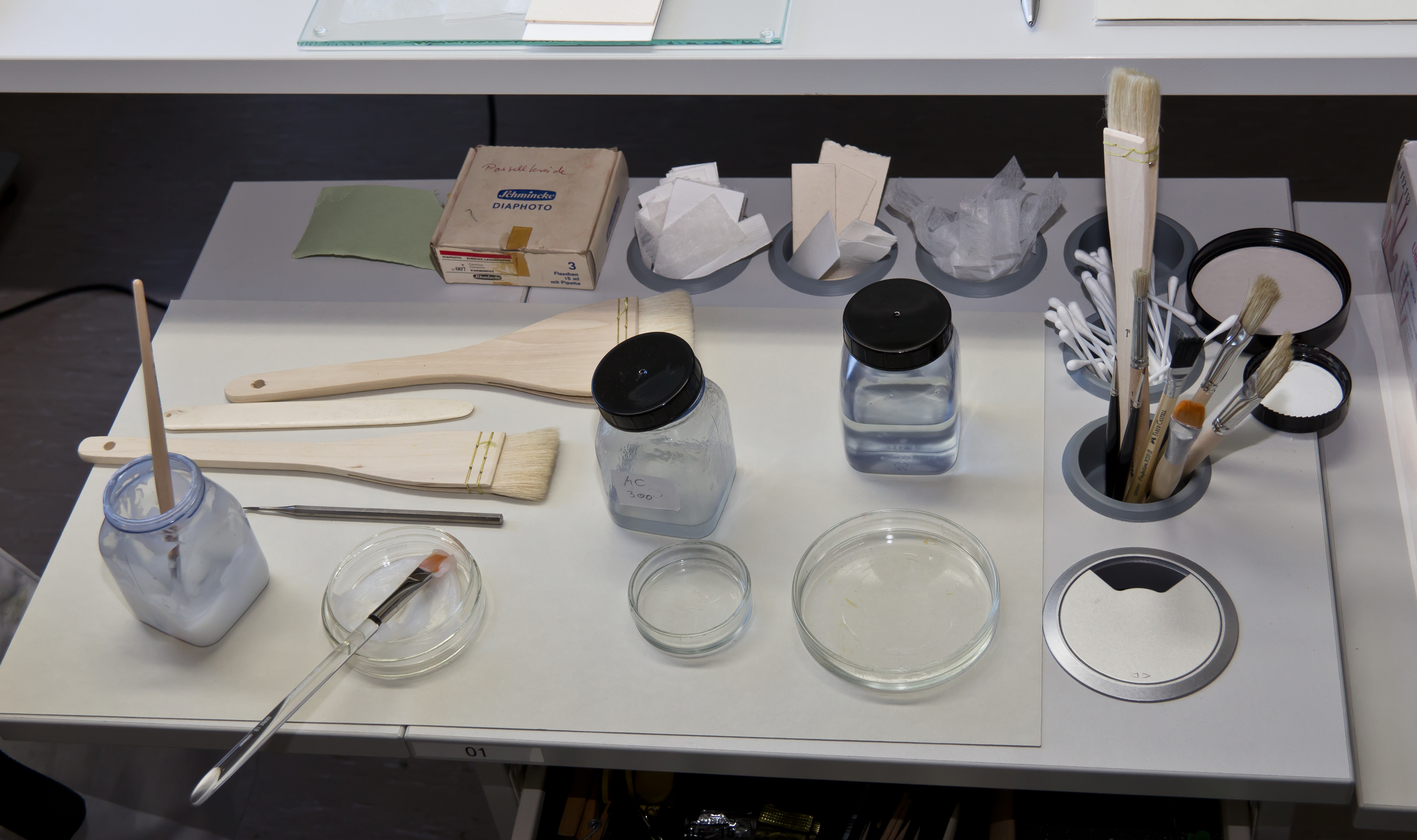
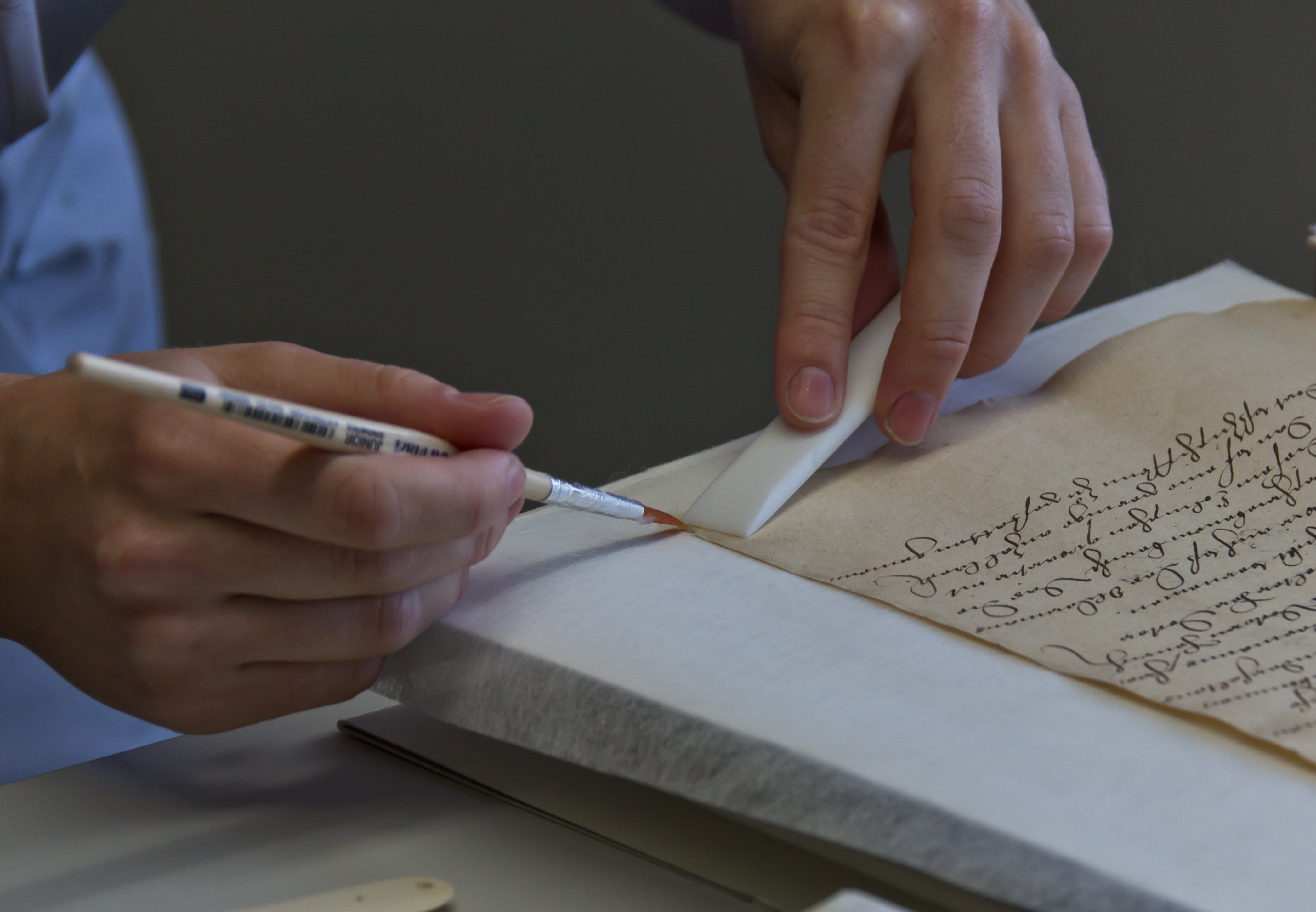
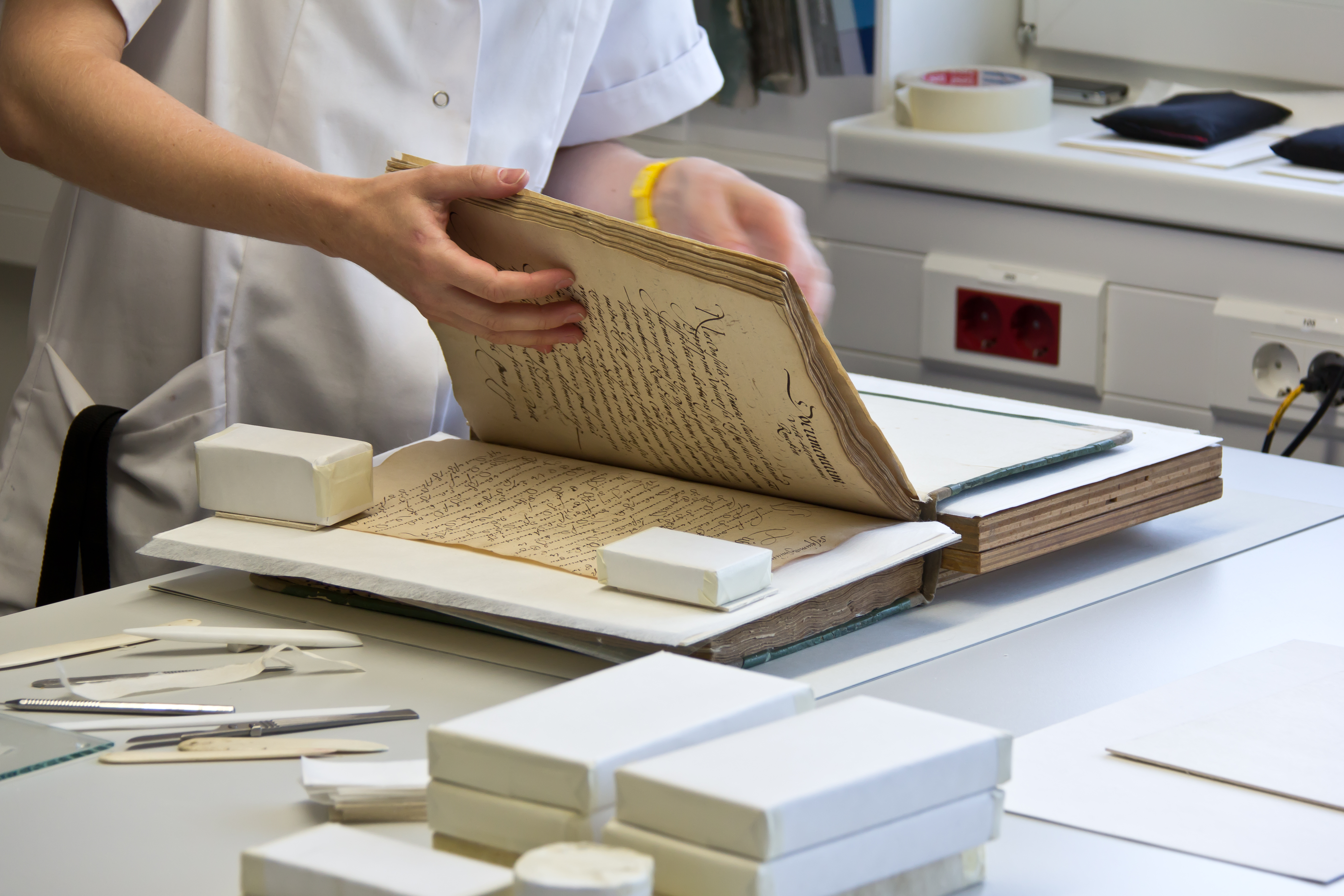
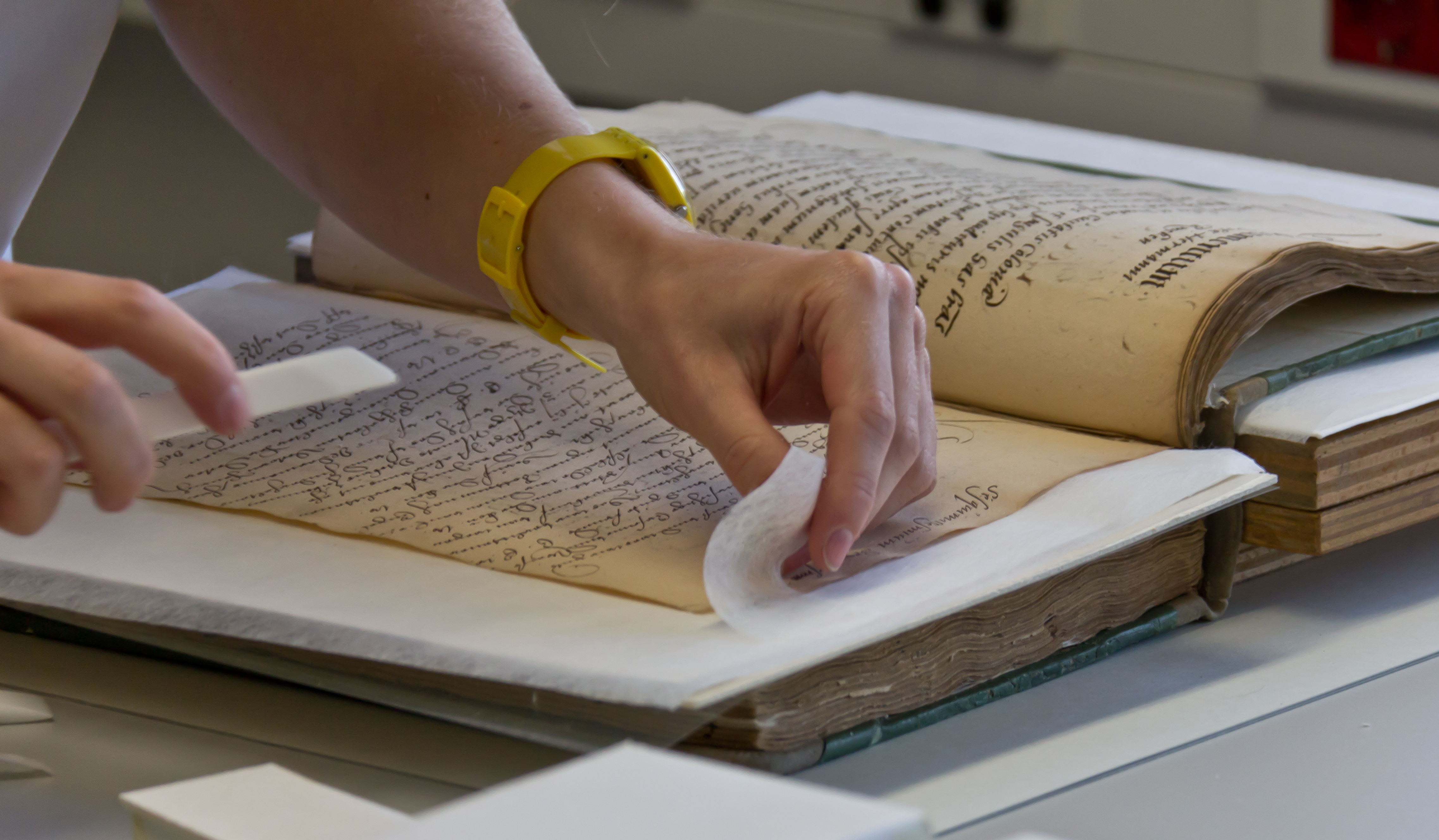